# L'Opéra de quat'sous (film, 1931)
Pour les articles homonymes, voir L'Opéra de quat'sous (homonymie).
Pour plus de détails, voir Fiche technique et Distribution.
L'Opéra de quat'sous (titre original : Die Dreigroschenoper) est un film américano-allemand réalisé par Georg Wilhelm Pabst, sorti en 1931.
Comme souvent à cette époque, en raison des accords entre les studios, le film fut tourné simultanément en deux langues, avec une distribution allemande et une distribution française.

## Synopsis
Le film est inspiré de la pièce de Kurt Weill et Bertolt Brecht, L'Opéra de quat'sous ; l'histoire a néanmoins été simplifiée (disparition du personnage de Lucy ; Mackie n'est arrêté et ne s'évade qu'une fois) et rendue plus réaliste (le dénouement en particulier).

## Fiche technique
- Titre original : Die Dreigroschenoper
- Titre français : L'Opéra de quat'sous
- Réalisation : Georg Wilhelm Pabst assisté de Solange Bussi
- Scénario : Leo Lania, Laszlo Vajda, Bela Balasz ; adaptation française : Solange Bussi, Ninon Steinhoff
- Décors : André Andreïev
- Image : Fritz Arno Wagner
- Montage : Henri Rust (version française) et Hans Oser (version allemande)
- Photographes de plateau : Hans Casparius et Rudolf Brix
- Paroles des chansons :  Bertolt Brecht ; adaptation française : André Mauprey
- Musique : Kurt Weill
- Orchestrations : Theo Mackeben
- Production : Seymour Nebenzahl
- Sociétés de production : Nero-Film par Warner Bros, Tobis Filmkunst
- Sociétés de distribution : Warner Bros
- Format : Noir et blanc - 35 mm - 1,37:1 - Son mono
- Genre : Comédie dramatique et film musical
- Durée : 104 minutes
- Dates de sortie : 
  - Allemagne  République de Weimar : 8 juin 1931
  - France : 6 novembre 1931
- Affiches : Jacques Bonneaud, Joseph Koutachy (France)

## Distribution
Version allemande
- Lotte Lenya : Jenny
- Rudolf Forster : Mackie Messer
- Carola Neher : Polly Peachum
- Valeska Gert : Frau Peachum
- Fritz Rasp : Jeremiah Peachum
- Reinhold Schünzel : Tiger Brown
- Ernst Busch : le chanteur de complaintes
- Vladimir Sokoloff : Smith

Version française
- Margo Lion : Jenny
- Albert Préjean : Mackie
- Florelle : Polly Peachum
- Lucy de Matha : Mme Peachum
- Gaston Modot : Jeremiah Peachum
- Jacques Henley : Tiger Brown
- Bill-Bocketts : le chanteur de complaintes
- Antonin Artaud : un mendiant

### Chansons du film
Seules 8 chansons de la pièce originale  (7 dans la version française) ont été conservées (paroles de Bertolt Brecht ; adaptation française d'André Mauprey), qui sont, dans l’ordre : 
- Car de quoi vit l’homme ?  – Un vieillard (seulement dans la version allemande)
- La Complainte de Mackie  – Le chanteur de complaintes
- L'Épithalame des pauvres  – Deux hommes de la bande de Mackie
- Le Chant de Barbara  –  Polly
- Chant de la vanité de l’effort humain  – Le chanteur de complaintes
- Jenny-des-Corsaires  –  Jenny
- Le Chant des canons  –  Mackie, Tiger Brown
- Chant de conclusion  –  Mackie (reprend La Complainte de Mackie)